# سیارک ۲۵۷۱۰
سیارک ۲۵۷۱۰ (به انگلیسی: 25710 Petelandgren، نامگذاری:2000AL151)۲۵۷۱۰مین سیارک کشف شده‌است که در ۰۸ ژانویه ۲۰۰۰ کشف شد.